# 6e Primetime Emmy Awards
De 6e Primetime Emmy Awards, waarbij prijzen werden uitgereikt in verschillende categorieën voor de beste Amerikaanse televisieprogramma's van 1953, vond plaats op 11 februari 1954.

## Winnaars en nominaties - televisieprogramma's
(De winnaars staan bovenaan in vet lettertype.)

#### Dramaserie
(Best Dramatic Series)
- The United States Steel Hour
  - Goodyear Television Playhouse
  - Kraft Television Theatre
  - Robert Montgomery Presents
  - Studio One

#### Komische serie
(Best Situation Comedy)
- I Love Lucy
  - The George Burns and Gracie Allen Show
  - Mister Peepers
  - Our Miss Brooks
  - Topper

#### Mysterie- Actie- of avonturenserie
(Best Mystery, Action, or Adventure Program)
- Dragnet
  - Foreign Intrigue
  - I Led Three Lives
  - Suspense
  - The Web

## Winnaars en nominaties - acteurs

### Hoofdrollen

#### Mannelijke hoofdrol
(Best Male Star of Regular Series)
- Donald O'Connor als Donald O'Connor in The Colgate Comedy Hour
  - Sid Caesar als Sid Caesar in Your Show of Shows
  - Wally Cox als Robinson Peepers in Mr. Peepers
  - Jackie Gleason als Ralph Kramden in The Jackie Gleason Show
  - Jack Webb als Sgt. Joe Friday in Dragnet

#### Vrouwelijke hoofdrol
(Best Female Star of a Regular Series)
- Eve Arden als Connie Brooks in Our Miss Brooks
  - Lucille Ball als Lucy Ricardo in I Love Lucy
  - Imogene Coca als Imogene Coca in Your Show of Shows
  - Dinah Shore als Dinah Shore in The Dinah Shore Show
  - Loretta Young als Loretta Young in Letter to Loretta

### Bijrollen

#### Mannelijke bijrol
(Best Series Supporting Actor)
- Art Carney als Ed Norton in The Jackie Gleason Show
  - Ben Alexander als Officer Frank Smith in Dragnet
  - William Frawley als Fred Mertz in I Love Lucy
  - Tony Randall als Harvey Weskitt in Mister Peepers
  - Carl Reiner als Carl Reiner in Your Show of Shows

#### Vrouwelijke bijrol
(Best Series Supporting Actress)
- Vivian Vance als Ethel Mertz in I Love Lucy
  - Bea Benaderet als Blanche Morton in The George Burns and Gracie Allen Show
  - Ruth Gilbert als Max in The Milton Berle Show
  - Marion Lorne als Mrs. Gurney in Mister Peepers
  - Audrey Meadows als Alice Kramden in The Jackie Gleason Show